# Momjan
Momjan (wł. Momiano) – wieś w Chorwacji, w żupanii istryjskiej, w mieście Buje. W 2011 roku liczyła 283 mieszkańców.